# Billy Conty
Elbas Lorenço, conhecido pelo nome artístico de Billy Conty (? - 21 de março de 2019), foi um músico e compositor brasileiro.
Apresentou-se na Itália, tocando pandeiro e integrando o show de samba produzido por Osvaldo Sargentelli. Foi desligado do elenco e chegou a dormir debaixo de um viaduto. Como músico de rua, juntou dinheiro para comprar a passagem de volta para o Brasil.
Foi presidente da ala de compositores da escola de samba Inocentes de Belford Roxo. Integrou também a Beija-Flor de Nilópolis. Ganhou em 2009 o Estandarte de Ouro de melhor samba-enredo do Grupo A, por Do Rio Grande do Sul ao Rio de Janeiro, a Inocentes canta Brizola, a voz do povo brasileiro